# Зенгер, Григорий Эдуардович
Григо́рий Эдуа́рдович Зе́нгер (13 [25] марта 1853, село Кречевицкие Казармы, Новгородская губерния — 7 июля 1919, Петроград) — филолог-классик, ректор Варшавского университета (1897—1899), тайный советник (30.08.1902), член-корреспондент Санкт-Петербургской академии наук (1907), министр народного просвещения Российской империи.

## Биография
Происходил из дворян: родился 13 (25) марта 1853 года в семье полковника (в дальнейшем — генерал-майора) лейб-гвардии Драгунского полка Русской императорской армии, Георга Эдуарда (Эдуарда Фёдоровича) Зенгера, владельца майората в Царстве Польском.
Воспитывался в Пажеском корпусе из которого вышел в феврале 1868 года, когда выяснилось. что по окончании корпуса в следующем году, по маловозрастности он не будет произведён в офицеры и должен будет ещё два года оставаться в корпусе. Стал готовиться в Риге к поступлению в университет; занимался древними языками у директора реальной гимназии Э. Гаффнера и учителя классической гимназии Ливена; греческим языком занимался с Крангальсом. Весной 1870 года он сдал выпускные гимназические экзамены и осенью поступил на  историко-филологический факультет Санкт-Петербургского университета, который окончил кандидатом в 1874 году.
Преподавал древние языки в 5-й Петербургской гимназии (с 1 октября 1874 года по 1 июля 1875) и, одновременно, состоял с 13 января 1875 года стипендиатом университета для подготовки к профессорскому званию по кафедре всеобщей истории; летом 1875 года отправился в Берлинский университет, где слушал лекции в течение трёх семестров.
С 1877 года читал лекции по всеобщей истории в Нежинском историко-филологическом институте, исполняя с 1 июля должность экстраординарного профессора; был также библиотекарем (10.09.1877—01.04.1880) и учёным секретарём конференции института (31.08.1881—10.05.1883). Читал курсы по римской истории, римским древностям, средневековой и новой истории. Летом 1883 года выезжал в заграничную учёную командировку, работал с древними рукописями в Ватиканской, Барберинской и др. библиотеках.
С 1885 года преподавал в Варшавском университете, с 1 августа исполняя обязанности доцента по кафедре всеобщей истории, а с 8 мая 1886 года — по кафедре римской словесности. После защиты в Киеве диссертации был утверждён магистром римской словесности (24.10.1886), а докторскую степень получил в Московском университете без представления диссертации 31 января 1894 года. С 25 февраля 1887 года — экстраординарный профессор, с 7 апреля 1894 года — ординарный профессор Варшавского университета. С 18 января 1896 года — декан историко-филологического факультета. Исправлял должность ректора Варшавского университета с 23 мая по 20 августа 1896 и с 22 
апреля 1897 года; 10 мая 1897 был утверждён в должности и занимал её до 20 августа 1899 года, когда был по прошению уволен.

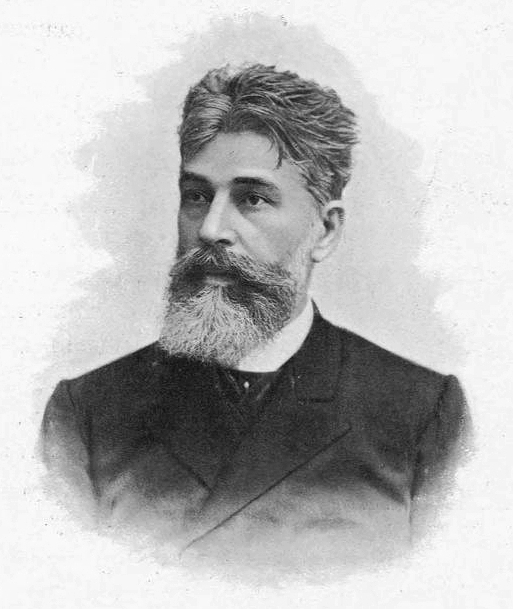
Г. Э. Зенгер, управляющий Министерством народного просвещения.

В 1899 году произведён в действительные статские советники и 13 марта 1900 года назначен попечителем Варшавского учебного округа. С 1901 — товарищ (заместитель) министра народного просвещения, с 1902 — министр в чине действительного тайного советника; в 1904 году уволен из министерства и назначен сенатором.
Научно-литературная деятельность Зенгера посвящена преимущественно критике текста древнеримских поэтов. Сюда относятся его магистерская диссертация «Критический комментарий к некоторым спорным текстам Горация» (Варшава, 1886, 2-е изд., 1894), которую Зенгер защитил в 1886 году в университете св. Владимира в Киеве, после чего был утверждён в степени магистра римской словесности. Официальным оппонентом выступил Ю. А. Кулаковский. Степень доктора римской словесности (honoris causa) Зенгер получил в 1894 году от Московского университета. Автор ряда научных статей и книг: «Филологические заметки» (СПб., 1886); «Заметки к латинским текстам» (10 больших статей в «Варшавских Университетских Известиях», 1886—1893); «Заметки к Этне и Стациевым Сильвам» («Журнал Министерства народного просвещения», 1903), «Заметки к латинским текстам» (ib., 1904—1905). Из работ Зенгера в области древнеримской истории важнейшая «Еврейский вопрос в древнем Риме» (Варшава, 1889). Несколько особняком стоит сочинение «Заметки к описаниям Петроковского избирательного сейма 1492 г.» («Сборник в честь В. И. Ламанского». СПб., 1905). Как филолог-классик в часы досуга переводил на латинский язык стихи русских и европейских поэтов («Метрические переложения на латинский язык». СПб., 1904), в частности выполнил перевод «Евгения Онегина» (не опубликован). Некоторое время Зенгер состоял постоянным сотрудником в журнале «Филологическое обозрение», который издавался в Москве.
В 1900 году за сочувствие и содействие целям Холмского Православного Свято-Богородицкого братства Зенгеру был присвоен Братский знак I степени.
Во время управления Министерством народного просвещения Зенгер собирался провести реформу как средней, так и высшей школы. В 1902 году на имя Зенгера был дан Высочайший рескрипт, которым определялись главные черты реформы. В конце 1902 года он созвал под своим руководством большую комиссию по выработке нового университетского устава. Результатом работ этой комиссии стали пять больших томов, представляющих обширные материалы по университетскому вопросу в России и за её пределами. Однако реформа не была осуществлена, поскольку Зенгер в 1904 году был заменен генералом В. Г. Глазовым. С 1 октября 1917 года был нештатным служащим в отделении филологии Российской публичной библиотеки, где и проработал до конца жизни.
Умер в Петрограде 7 июля 1919 года.

## Семья
В 1878 году вступил в первый брак — с Марией Рудометовой (1856—1890). У них родилась дочь, Наталья (1879—1896).
В 1891 году в Варшаве вступил в брак с Еленой Николаевной, урождённой Шведер. В семье родилось девять детей: 4 сына и 5 дочерей; в 1894 году родились две дочери-близнецы, в 1897 году двое близнецов, сын и дочь.
- Елизавета (в замужестве Вельц, 1893—1920) — умерла от тифа в Петрограде.
- Мария (в замужестве Муравьёва, затем Ашукина, 1894—1980) — литературовед, вместе с супругом Николаем Сергеевичем Ашукиным составила книгу «Крылатые слова: Крылатые слова, литературные цитаты, образные выражения» (М., 1988. — 4-е изд.); похоронены на Востряковском кладбище.
- Елена (1894—1918), близнец Марии.
- Алексей (1895—1909) — утонул; был похоронен в склепе семьи Данилевских (А. С. Лаппо-Данилевский был сотрудником Г. Э. Зенгера).
- Татьяна (в замужестве Цявловская[3], 1897—1978) — литературовед-пушкинист, супруга пушкиниста Мстислава Александровича Цявловского (1883—1947), редактора и комментатора многих собраний сочинений Пушкина, в том числе академического 1937—1959 гг.
- Николай (1897—1938?) — работал в отдел фарфора Эрмитажа, был репрессирован, приговорён к расстрелу;
- Александр (1898—1911) — умер от дифтерита;
- Григорий (1900—1922) — был командиром Красной армии, убит в бою;
- Александра (1901—1905).

## Награды
- Орден Святого Станислава 3-й степени (28.12.1888),
- Орден Святой Анны 3-й степени (01.01.1893),
- Орден Святого Станислава 2-й степени (14.05.1896),
- Орден Святого Станислава 1-й степени (01.01.1902).

Иностранные:
- Персидский орден Льва и Солнца 1-й степени (1901),
- Итальянский орден Короны, большой крест (1902).